# 泰尔南莱索
泰尔南莱索（法語：Ternant-les-Eaux，法語發音：[tɛʁnɑ̃ lez‿o]）是法国多姆山省的一个市镇，位于该省南部，属于伊苏瓦尔区。

## 地理
泰尔南莱索（45°28'45"N, 3°7'56"E）面积3.59 平方千米，位于法国奥弗涅-罗讷-阿尔卑斯大区多姆山省，该省份为法国中南部省份，北起阿列省接壤，东临卢瓦尔省，南至上盧瓦爾省和康塔爾省，西接科雷兹省和克勒兹省。
与泰尔南莱索接壤的市镇（或旧市镇、城区）包括：多扎叙沃达布勒、马勒若勒、圣埃朗、沃达布勒。
泰尔南莱索的时区为UTC+01:00、UTC+02:00（夏令时）。

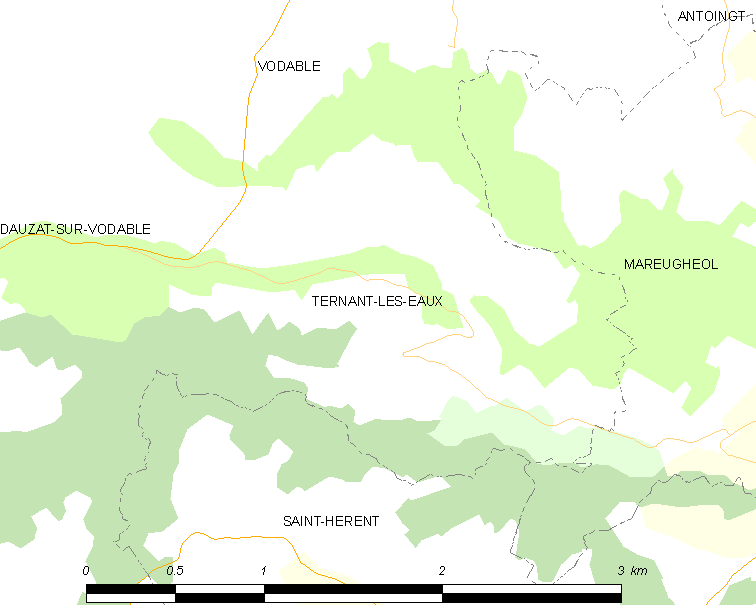
泰尔南莱索的OSM定位图

## 行政
泰尔南莱索的邮政编码为63340，INSEE市镇编码为63429。

## 政治
泰尔南莱索所属的省级选区为布拉萨克莱米讷县。

## 人口

1962-2008年间泰尔南莱索人口变化图示

泰尔南莱索于2022年1月1日时的人口数量为49人。